# 670. poveljniško-logistični bataljon Slovenske vojske
670. poveljniško-logistični bataljon Slovenske vojske je poveljniško-logistična formacija Slovenske vojske v sestavi 1. brigade Slovenske vojske; bataljon je nastanjen v vojašnici generala Maistra v Mariboru.

## Zgodovina
Bataljon je bil ustanovljen 8. marca 2004. Dne 17. septembra 2004 je načelnik GŠSV generalmajor Ladislav Lipič podelil formaciji bojno zastavo.
27. junija 2006 se je odpravila transportna četa na šestmesečno misijo v sklopu operacije Joint Enterprise (Kosovo). Četo sestavlja 75 pripadnikov, ki so opremljeni s 36 vozili, in sicer: s 23 transportnimi vozili ACTROS, petimi terenskimi in štirimi cestnimi vozili, sanitetnim vozilom, vozilom za zveze, avto-dvigalom in premično delavnico.

## Vodstvo
Poveljniki
- podpolkovnik Peter Einfalt (? - 14. januar 2011[2])
- podpolkovnik Jožef Budja (14. januar 2011[2] - danes)